# Randusongo
Randusongo is een bestuurslaag in het regentschap Ngawi van de provincie Oost-Java, Indonesië. Randusongo telt 4572 inwoners (volkstelling 2010).